# Dysmachus bimucronatus
Dysmachus bimucronatus là một loài ruồi trong họ Asilidae. Dysmachus bimucronatus được Loew miêu tả năm 1854.